# Завирушки
Завирушките (Prunella) са род пойни птици от семейство Завирушкови (Prunellidae), принадлежащо към разред Врабчоподобни (Passeriformes).

## Описание
Дължината им достига до 17 cm. Обикновено перушината им е ръждивокафява или сивкава.

## Разпространение
Срещат се из планините на Европа и Азия. В България се срещат 2 вида, които живеят тук постоянно – сивогуша завирушка и пъстрогуша завирушка.

## Храна
Хранят се със семена през зимата и с насекоми и мекотели през останалото време.

## Видове
- Пъстрогуша завирушка (Prunella collaris)
- Хималайска завирушка (Prunella himalayana)
- Сибирска завирушка (Prunella montanella)
- Светла завирушка (Prunella fulvescens)
- Белогуша завирушка (Prunella ocularis)
- Йеменска завирушка (Prunella fagani)
- Черногуша завирушка (Prunella atrogularis)
- Сивогуша завирушка (Prunella modularis)
- Японска завирушка (Prunella rubida)
- Монголска завирушка (Prunella koslowi)
- Тъмносива завирушка (Prunella immaculata)
- Червеношийкова завирушка (Prunella rubeculoides)
- Ръждивогърда завирушка (Prunella strophiata)